# Kabupaten de Banggai
Pour les articles homonymes, voir Banggai.
Ne pas confondre avec les îles Banggai qui forment aussi un kabupaten.
Le kabupaten de Banggai, en indonésien Kabupaten Banggai, est un kabupaten de la province de Sulawesi central en Indonésie. Situé dans l'Est de Sulawesi, son chef-lieu est Luwuk. Ancienne principauté, le kabupaten créé le 1er juin 1959 comprenait les îles Banggai jusqu'en 1999, date à laquelle elles ont formé un autre kabupaten.

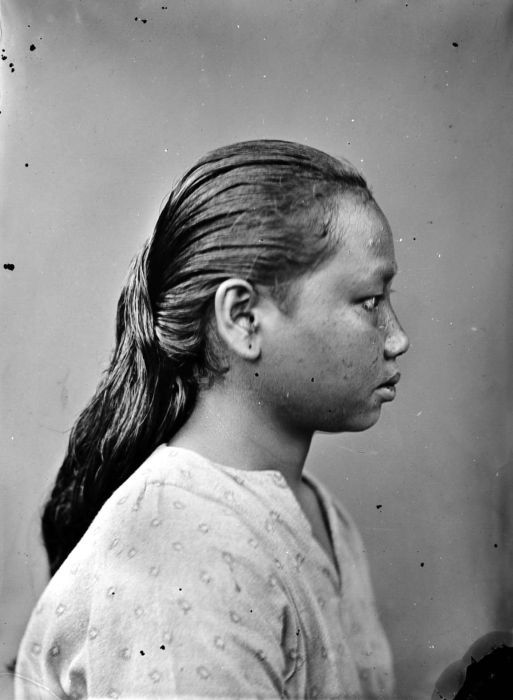
Portrait de femme balantak en 1913.